# ジン・ライム
ジン・ライム（英語: gin and lime）とは、ジンとライムジュースを使ったカクテル。

## 概要
イギリスで誕生したカクテルである。誕生説は諸説あり、18世紀にイギリス海軍が長い航海でのビタミンC不足を補うためにジンにライムを加えて飲んだ（氷は用いられない）というものもあるが、決定的な証拠となるものは見つかっていない。19世紀後半になり、バーでシェークして作られるよう洗練されたものはギムレットと呼ばれるようになった。
イギリスでは好まれているカクテルで、以下のようにジン・ライムが登場するイギリス文学作品もある。
- 『恋するオリヴィア（英語版）』（1936年、ロザモンド・レーマン（英語版））
- 『悪い仲間（The Wrong Set）』（1949年、アンガス・ウイルソン（英語版））
- 『年上の女（英語版）』（1957年、ジョン・ブレイン（英語版））

## 日本における普及
日本でジン・ライムが普及したのは1964年東京オリンピックの頃であり、オン・ザ・ロックが流行した時期と等しい。ジンのオン・ザ・ロックスタイルにライムを少量加えたジン・ライムはギムレットをカジュアル化したようなものであり、当時の日本のバーテンダーの中には賞品的な付加価値を加えるために「ギムレット・オン・ザ・ロックス」と呼ぼうとする動きもあった。しかしながら、消費者のほうがカジュアルを望んだことと、シンプルな名称ということでジン・ライムの呼称のほうが普及した。
当時の日本の大学生は、市販のジンとライムを買い求め、自宅の冷凍庫で作った氷を用いて、自宅でジン・ライムを楽しむようになった。ジン・ライムはそのカジュアルさによって、カクテルが日本の家庭に浸透するのに貢献すると共に、日本のカクテル史上ではじめて日常生活のいちシーンを演出する位置のカクテルとなったのである。

## レシピの例
材料
- ドライ・ジン - 45ml
- ライムジュース（コーディアル） - 15ml

作り方
1. 氷を入れたオールド・ファッションド・グラスにドライ・ジンとライムジュースを注ぎ、軽くステアする。

加糖されたコーディアルライムジュースではなく、ライム果実を絞ったフレッシュライムジュースを用いる場合は、シロップなどを加えることもある。

## ギムレットとの違い
ギムレットもジンとライムジュースを用いるカクテルであるが、以下のような違いがある。
- ギムレットはシェークで作り、ジン・ライムはステアで作る[5]。
ただし、ギムレットも古くはステアで作っていた[3]。
- ギムレットはショートドリンクで、ジン・ライムはロングドリンク[5]。